# Гарёвка (приток Весляны)
Гарёвка — река в России, протекает в Гайнском районе Пермского края. Устье реки находится в 85 км по левому берегу реки Весляны. Длина реки составляет 15 км.

## Гидрография
Берёт начало в 2 км к югу от истока реки Малый Куб. Течёт преимущественно в южном и юго-восточном направлениях. Впадает в реку Весляна в 3,8 км к юго-западу от нежилого посёлка Пельмин-Бор.

## Данные водного реестра
По данным государственного водного реестра России относится к Камскому бассейновому округу, водохозяйственный участок реки — Кама от истока до водомерного поста у села Бондюг, речной подбассейн реки — бассейны притоков Камы до впадения Белой. Речной бассейн реки — Кама.
Код объекта в государственном водном реестре — 10010100112111100001761.